# Стівен Фостер
Сті́вен Ко́ллінз Фо́стер (англ. Stephen Collins Foster, нар. 4 липня 1826, Піттсбург — пом. 13 січня 1864, Нью-Йорк), відомий як «батько американської музики» (англ. father of American music) — найвідоміший американський композитор першої половини XIX століття. Походив із музичної родини, основам музики навчився вдома. Написав бл. 200 пісень, серед яких можна виділити тзв. менестрелі. Писав музику переважно до своїх текстів, часто використовував діалект негрів. Багато його творів здобули тривалу популярність. Помер у бідності. 1935 року в США вийшов фільм про життя Стівена Фостера «Провулок гармонії».

## Вибрані твори
- Open Thy Lattice, Love (1844)
- Oh, Louisiana Belle (1847)
- Oh, Susanna (1848)
- Ah, My the Red Rose Live Always (1850)
- Camptown Races (1850)
- Old Folks at Home, znana jako Swanee River (1852)
- My Old Kentucky Home (1853)
- Good Night (1853)
- Hard Times Come Again No More (1854)
- Gentle Annie (1856)
- Old Black Joe (1860)
- Beautiful Dreamer (1864)